# 拉巴蒂蒙加斯孔
拉巴蒂蒙加斯孔（法語：La Bâtie-Montgascon，法語發音：[la bati mɔ̃ɡaskɔ̃]）是法国伊泽尔省的一个市镇，位于该省北部，属于拉图尔迪潘区。

## 地理
拉巴蒂蒙加斯孔（45°34'45"N, 5°31'41"E）面积8.43 平方千米，位于法国奥弗涅-罗讷-阿尔卑斯大区伊泽尔省，该省份为法国东南部内陆省份，北起顺时针与安省、萨瓦省、上阿尔卑斯省、德龙省、阿尔代什省、卢瓦尔省和罗讷省。
与拉巴蒂蒙加斯孔接壤的市镇（或旧市镇、城区）包括：格拉尼约、希米兰、科尔伯兰、法韦日德拉图尔、圣安德烈-勒加兹、圣克莱尔德拉图尔、多菲内地区莱萨布雷。

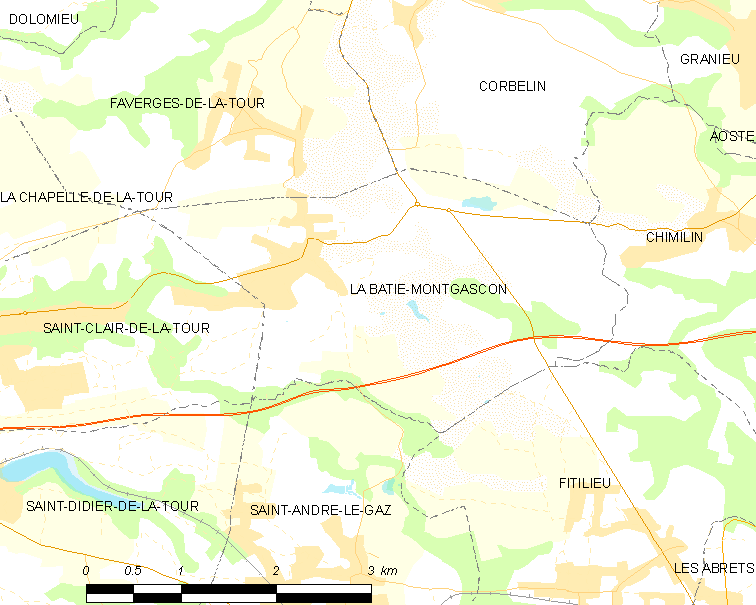
拉巴蒂蒙加斯孔的OSM定位图

拉巴蒂蒙加斯孔的时区为UTC+01:00、UTC+02:00（夏令时）。

## 行政
拉巴蒂蒙加斯孔的邮政编码为38110，INSEE市镇编码为38029。

## 政治
拉巴蒂蒙加斯孔所属的省级选区为拉图尔迪潘县。

## 人口

1962-2008年间拉巴蒂蒙加斯孔人口变化图示

拉巴蒂蒙加斯孔于2022年1月1日时的人口数量为2025人。